# Alexandre Varchenko
Alexandre Nikolaïevitch Varchenko (en russe : Александр Николаевич Варченко), né le 6 février 1949 à Krasnodar, est un mathématicien soviétique puis russe et naturalisé américain, qui s'illustre dans les domaines de la géométrie, de la topologie, du combinatoire et de la physique mathématique.

## Biographie
De 1964 à 1966, Varchenko étudie à Moscou dans une école spéciale pour lycéens doués, où Andreï Kolmogorov et Ya. A. Smorodinsky enseignent alors les mathématiques et la physique. Varchenko est diplômé de l'université d'État de Moscou de Moscou en 1971. Il est élève de Vladimir Arnold. Varchenko soutient sa thèse de doctorat   (kandidat nauk)  intitulée Théorèmes sur l'équisingularité topologique des familles d'ensembles et d'applications algébriques en 1974 et sa thèse d'habilitation( doktor nauk) Asymptotique des intégrales et invariants algébro-géométriques des points critiques des fonctions en 1982. De 1974 à 1984, il est chercheur à l'université d'État de Moscou, de 1985 à 1990, professeur à l'université d'État du pétrole et du gaz. Depuis 1991, il est professeur, sur la chaire Ernest Eliel, à l'université de Caroline du Nord à Chapel Hill.
Il est professeur ou chercheur invité, entre autres, à l'université de Bonn (1977) und au Max-Planck-Institut für Mathematik à Bonn (1992, 1998, 2001, 2002), au IHÉS, au RIMS de Kyōto, à l'EPFZ, au Massachusetts Institute of Technology, aux universités de Tokyo, de Paris et de Leiden.

## Recherche
Élève de Vladimir Arnold, Varchenko a travaillé dans le domaine exploré par ce dernier, à savoir la théorie des singularités des applications  différentiables. Il s'est également intéressé à l'application de la théorie des représentations (des groupes de Lie et des groupes quantiques) et à la géométrie algébrique, aux fonctions spéciales et à des équations de la physique mathématique pouvant être résolues avec précision.
Varchenko est parmi les créateurs de la théorie des polygones de Newton dans la théorie des singularités, en particulier, il a donné une formule reliant les polygones de Newton et l'asymptotique des intégrales oscillatoires associées à un point critique d'une fonction. En utilisant cette formule, il a construit un contre-exemple à la conjecture de semi-continuité de Vladimir Arnold selon laquelle la luminosité de la lumière en un point sur un caustique n'est pas inférieure à la luminosité aux points voisins.

## Prix et distinctions
- En 1973, Varchenko  a reçu le prix de la Société mathématique de Moscou.
- Il est conférencier invité au Congrès international des mathématiciens en 1974 à Vancouver (Algebro-geometrical equisingularity and local topological classification of smooth mappings) et conférencier plénier en 1990 à Kyoto (Multidimensional hypergeometric functions in Conformal Field Theory, Algebraic K-Theory, Algebraic Geometry)[4].
- Chaire d’Excellence Pierre de Fermat 2008
- Simons Fellow en mathématiques 2015
- Une conférence intitulée Representation theory and integrable systems a été organisée au EPFZ en août 2019 pour célébrer le 60e anniversaire de  Vitaly Tarasov et le 70e nniversaire de Alexander Varchenko.

## Livres
- avec Vladimir I. Arnol'd et Sabir Gusein-Zade (trad. Ian Porteous), Singularities of differentiable maps : Vol. I. The classification of critical points, caustics and wave fronts, Boston, Birkhäuser Boston, Inc., coll. « Monographs in Mathematics » (no 82), 1985, xi+382 (ISBN 0-8176-3187-9). — Réimprimé en 2012.
- avec Vladimir I. Arnol'd et Sabir Gusein-Zade (trad. Ian Porteous), Singularities of differentiable maps : Vol. II. Monodromy and asymptotics of integrals, Boston, Birkhäuser Boston, Inc., coll. « Monographs in Mathematics » (no 83), 1988, viii+492 (ISBN 0-8176-3185-2). — Réimprimé en 2012.
- avec P. I. Ehtingof, Why the boundary of a round drop becomes a curve of order four, Providence, American Mathematical Society, coll. « University Lecture Series » (no 3), 1992, viii+72 (ISBN 0821870025, zbMATH 0768.76073).
- Multidimensional hypergeometric functions and representation theory of Lie algebras and quantum groups, River Edge, World Scientific Publishing, coll. « Advanced Series in Mathematical Physics » (no 21), 1995, x+371 (ISBN 981-02-1880-X).
- avec Vitaly Tarasov, Geometry of q-hypergeometric functions, quantum affine algebras and elliptic quantum groups, Société mathématique de France, coll. « Astérisque » (no 246), 1997, vi+135 (zbMATH 0938.17012, lire en ligne)
- Special functions, KZ type equations, and representation theory, American Mathematical Society, coll. « CBMS Regional Conference Series in Mathematics » (no 98), 2003, viii+118 (ISBN 0-8218-2867-3).